# Arthur Robert Hogg
Arthur Robert Hogg (25 de noviembre de 1903 - 31 de marzo de 1966) fue un físico y astrónomo australiano.

## Semblanza
Hogg nació en Melbourne, Victoria. Se educó en el Instituto Real de Tecnología de Melbourne y en la Universidad de Melbourne, donde se graduó en 1923 y obtuvo su maestría en 1925. En 1927 comenzó a trabajar en la fundición Broken Hill Associated Smelters en Port Pirie, Australia del Sur, siendo nombrado supervisor asistente de investigación, trabajo en el que se mantuvo hasta 1929. En esta época pasó a trabajar como ayudante en el Observatorio Monte Stromlo (entonces denominado Observatorio Solar de la Commonwealth), permaneciendo ligado con esta institución hasta su muerte en 1966.
En Monte Stromlo se dedicó inicialmente al estudio de los fenómenos eléctricos en la atmósfera, incluyendo la ionización en las capas bajas, para pasar al estudio de los rayos cósmicos. En 1933 se casó con Irene Doris Tyson (conocida como Yandell). La pareja tuvo dos hijos, Robert Ernest Tremayne, nacido en 1936, y Garth Richard (n. 1940); y una hija, Elizabeth Irene, nacida en 1946. Además, fueron abuelos de ocho nietos.
Al inicio de los años 1940, próximo el inicio de la Segunda Guerra Mundial, trabajó como físico en la Sección de Defensa Química en los Laboratorios de Suministro de Municiones en Maribyrnong. Allí su trabajo estuvo centrado en el estudio de respiradores. En 1944, fue nombrado secretario del Sub-Comité Físico y Meteorológico del Laboratorio.
Después de la guerra volvió a trabajar en el observatorio, obteniendo su doctorado en 1950 en la Universidad de Melbourne, basado en su estudio de los rayos cósmicos. En esta época comenzó sus estudios astronómicos utilizando la fotometría fotoeléctrica, produciendo una serie de artículos sobre estrellas variables, cúmulos globulares en la galaxia, y las nubes de Magallanes.
También estuvo implicado en la administración del observatorio, desempeñando un papel fundamental en la adquisición del telescopio de 74" (1900 mm). Posteriormente seleccionó el emplazamiento en Siding Spring del telescopio de 150" (3800 mm), localizándolo fuera de los límites de crecimiento del antiguo observatorio. Fue subdirector del Observatorio del Monte Stromlo desde 1961 hasta 1966.
Hogg también fue presidente de la Sociedad Real de Camberra en 1954; presidente del Instituto Australiano de Físicas, rama del Territorio de la Capital Australiana en 1964, y de la Comisión 6 sobre Telegramas Astronómicos de la Unión Astronómica Internacional de 1961 hasta 1964.

## Reconocimientos y honores
- Miembro del Instituto australiano de Físicas.
- Miembro de la Academia Australiana de Ciencia, 1954.
- El cráter lunar Hogg[1] lleva este nombre en su memoria, honor compartido con el astrónomo canadiense del mismo apellido Frank Scott Hogg (1904-1951).